# Boualem Khoukhi
Boualem Khoukhi, né le 7 septembre 1990 à Bou Ismaïl en Algérie, est un footballeur international qatarien naturalisé, qui évolue au poste de milieu défensif à l'Al-Sadd.

## Biographie

### Carrière en club
Boualem Khoukhi joue de nombreux matchs en Ligue des champions d'Asie. En mai 2012, il est l'auteur d'un doublé contre le club saoudien d'Al Ittihad, lors de la phase de groupe. Par la suite, en mai 2018, il inscrit un nouveau doublé, contre l'équipe saoudienne d'Al Ahli, lors des huitièmes de finale. Son équipe s'incline en demi-finale face aux iraniens du Persépolis FC.

### Carrière internationale
Boualem Khoukhi reçoit sa première sélection en équipe du Qatar le 21 décembre 2013, en amical contre l'équipe de Bahreïn (1-1).
Il participe ensuite au championnat d'Asie de l'Ouest 2014. Lors de cette compétition, il inscrit six buts, avec trois doublés. Il est l'auteur d'un doublé contre l'Arabie saoudite lors du 1er tour, puis d'un autre doublé contre le Koweït en demi-finale. Il marque ensuite un dernier doublé lors de la finale remportée face à la Jordanie.
En fin d'année 2014, il participe à la Coupe du Golfe des nations, inscrivant un but lors de la finale remportée face à l'Arabie saoudite. Il dispute ensuite en janvier 2015 la Coupe d'Asie des nations, qui se déroule pour la toute première fois en Australie. Il joue trois matchs lors de ce tournoi, avec pour résultats trois défaites.
Il s'affirme ensuite comme l'un des éléments clés de la sélection, en disputant 15 matchs lors des éliminatoires du mondial 2018. Il est l'auteur de deux doublés lors de ces éliminatoires, contre le Bhoutan en septembre 2015, puis contre les Maldives un mois plus tard.
En janvier 2019, il est retenu par le sélectionneur Félix Sánchez Bas, afin de participer une nouvelle fois à la Coupe d'Asie des nations, organisée aux Émirats arabes unis. Lors de cette compétition, il inscrit deux buts, contre la Corée du Nord lors du premier tour, puis contre les émirats arabes unis en demi-finale. Le Qatar remporte le tournoi en battant le Japon en finale.
Le 11 novembre 2022, il est sélectionné par Félix Sánchez Bas pour participer à la Coupe du monde 2022.

## Palmarès

### En club
- Champion du Qatar en 2019 avec Al-Sadd
- Vice-champion du Qatar en 2018 avec Al-Sadd
- Finaliste de la Coupe Crown Prince de Qatar en 2010 et 2011 avec Al-Arabi
- Vainqueur de la Coupe Sheikh Jassem du Qatar en 2010 et 2011 avec Al-Arabi

### En sélection
- Vainqueur de la Coupe d'Asie des nations en 2019 avec l'équipe du Qatar
- Vainqueur du championnat d'Asie de l'Ouest en 2014 avec l'équipe du Qatar
- Vainqueur de la Coupe du Golfe des nations en 2014 avec l'équipe du Qatar